# Boelhouwer van Wouwe
Boelhouwer van Wouwe (Marum, 2 januari 1939 – Zevenbergen, 7 november 2017) was een Nederlands politicus van de ARP en later het CDA.
Na een ambtelijke carrière bij vier gemeenten werd hij in augustus 1976 benoemd tot burgemeester van Klundert. In 1984 volgde zijn benoeming tot burgemeester van Hardinxveld-Giessendam en vervolgens was Van Wouwe van 1995 tot aan zijn vervroegde pensionering in 2001 de burgemeester van Katwijk. In 2004 was nog hij nog enige tijd waarnemend burgemeester van Ridderkerk.
Het aftreden van Van Wouwe in Katwijk ging niet geruisloos voorbij. In december 2000 werd door krakers een huis aan de Cantineweg in de wijk Zanderij gekraakt, dat vijf jaar eerder door de gemeente was onteigend om gesloopt te kunnen worden ten bate van stadsuitbreiding. Bij de kraak bleek echter dat het pand onderhands was verkocht aan Van Wouwe. Er ontstond hevige commotie, wat er uiteindelijk toe leidde dat Van Wouwe het pand moest afstaan.